# Johannes Böttner

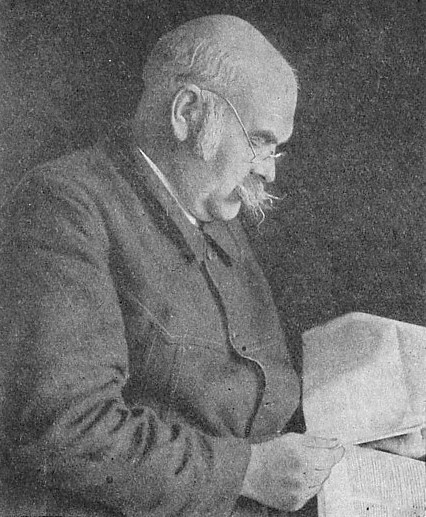
Johannes Böttner.

Johannes Böttner (3 de septiembre de 1861, Greußen, Alemania - 28 de abril de 1919, Fráncfort del Óder) fue un horticultor, rosalista hibridador de rosas alemán.
Johannes Böttner tenía un vivero de frutas y hortalizas; fundador y editor jefe de la revista "Der praktische Ratgeber im Obst-und Gartenbau" y autor de numerosos libros sobre jardinería práctica.
Ha creado nuevos cultivares de rosas ('Natalie Böttner', 'Frankfurt' y 'Fragezeichen'),  verduras: asparagus ('Böttners Riesen'), fresas ('Flandern', 'Deutsch-Evern' y 'Sieger') y ruibarbo ('Böttners Treibsalat').  

## Biografía
Como hijo del jardinero artístico y comercial Theodore B. aprendió la profesión de jardinero entre otros con Nicolas Gaucher en Stuttgart. 
En sus años de vagabundeo, pasó mucho tiempo en Francia e Inglaterra. Robert Zander escribe: "Después de regresar a su casa, en Turingia, le llamó la Hofbuchdrucker Trowitzsch a Frankfurt (Oder) para iniciar una nueva revista y ampliar la 'Praktischer Ratgeber' ("guía práctica"). Esto lo llevó a conectar con pequeños propietarios de jardín, él debe ser en primer lugar un consejero. Sin embargo, no sólo realizó el trabajo de escritorio, sino que junto a esto fundó un vivero, para llevar a la práctica y probar las muchas ideas que le animaban."

## Obra
Desde 1886, publica la revista « 'Praktischer Ratgeber im Obst- und Gartenbau' » (Guía práctica de la horticultura y de frutas). 
En Frankfurt en 1886 Böttner creó una compañía hortícola y viveros que se convirtió en el líder en la producción de frutas y hortalizas. Especialidades eran los espárragos, ruibarbos, verduras, fresas y rosas.
Böttner también crea sus propias variedades, como los espárragos 'Böttners Riesen' (Boettners Gigante) y las fresas de jardín 'Flandern', 'Deutsch-Evern' (1902) y 'Sieger' (1897), 'Böttners Treibsalat' las primeras variedades de ruibarbo de carne roja, y en el campo de las rosas los Híbrido de té 'Natalie Böttner' y 'Frankfurt' así como 'Fragezeichen'.
Böttner está considerado como el primero de los grandes cultivadores de fresas en Alemania. Böttner fue pionero en muchos campos. Introdujo el cultivo extensivo del tomate y del ruibarbo. Aunque el tomate ya estaba presente en Europa desde el siglo XVI como planta ornamental, pero no se consumía. Desde Inglaterra llegó el hábito de comer los tomates, primero en Hamburgo, y a continuación se extendió a Brandenburgo.
Mediante una publicidad dirigida por Böttner pudo introducir y popularizar el consumo de los tomates en Brandenburgo. El avance se produjo a partir de Frankfurt donde la asociación jardinería había organizado un festival del tomate 1903, donde se emitieron recetas y diversos platos con el tomate como uno de los ingredientes. 